# 清水栄二
清水 栄二（しみず えいじ、1895年 - 1964年）は、日本の建築家。

## 経歴
1895年1月3日、兵庫県武庫郡六甲村に生まれる。1918年7月東京帝国大学工学部建築科を卒業。合資会社桝谷組石器栄部入社、1921年より神戸市役所土木課技手に就任。この時期に「癸亥社」という設計事務所を自宅に開設した。1926年に長田セメント事件の責任問題が絡んで辞職。以後、清水設計事務所として活動する。1964年に死去した。

## 主な建築作品

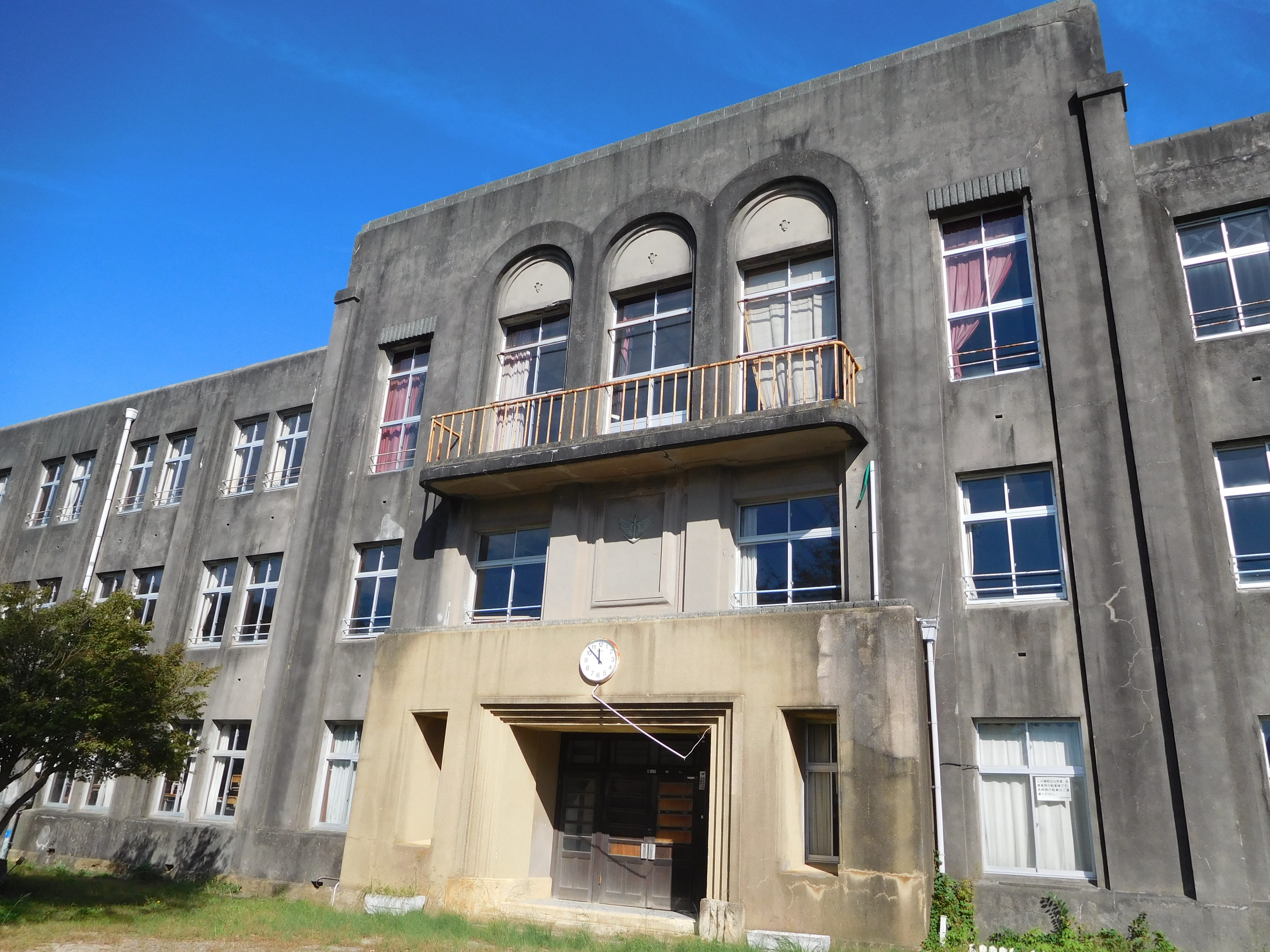
旧鳥羽小学校校舎（登録有形文化財）

- 帝国信栄株式会社本社ビル[2]
- 旧神戸市立生糸検査所
- 神戸市立魚崎小学校
- 神戸市立御影公会堂
- 旧魚崎町庁舎
- 旧鳥羽小学校校舎[3]
- 育英商業学校[4]

## 住宅会社との関係
清水は建築事務所を拠転とした設計活動に加えて、住宅会社の建築顧問を兼任するなど複数の活動を行っていた。1931年に中学時代の友人と小住宅を建築、販売する大神住宅株式会社を設立し、専務取締役となった。また、日本電話建物株式会社(日本電建)では戦争末期まで顧問をしていた。

## 理念
清水の建築理念が示されたものに「小住宅対策提唱」があり、彼の理想は民衆のために建築を行うことだった。具体的には、中産階級以下の人にも良い住宅を建設することであった。当時の建築家は高級な邸宅を建設することがほとんどで、中産階級以下の小住宅は対象から外れており、この状況を問題視していた。